# Jolanta Malinowska
Jolanta Malinowska, z domu Dzięgielewska (ur. 17 września 1971 w Łodzi, zm. 28 maja 2000 w Piotrkowie Trybunalskim) – polska historyk, doktor nauk humanistycznych, adiunkt w filii piotrkowskiej Wyższej Szkoły Pedagogicznej w Kielcach.
Uczęszczała do Szkoły Podstawowej nr 163 w Łodzi oraz do tamtejszego IX Liceum Ogólnokształcącego, maturę składając jako uczennica klasy humanistycznej. W 1990 podjęła studia na Wydziale Filozoficzno-Historycznym Uniwersytetu Łódzkiego. W Katedrze Historii Średniowiecznej Polski w 1995 uzyskała dyplom magistra historii, przedstawiając pracę Wizerunek kobiety w kronice Mistrza Wincentego, przygotowaną pod kierunkiem prof. Jana Szymczaka. Z tą samą Katedrą pozostała związana w ramach podjętych niebawem studiów doktoranckich. W listopadzie 1999, już pod nazwiskiem małżeńskim, uzyskała stopień doktora nauk humanistycznych. Promotorem rozprawy Powiat brzeziński. Studia osadnicze, stosunki własnościowe i kościelne do połowy XVI wieku był prof. Stanisław Marian Zajączkowski.
Od 1999 była kolejno asystentem i adiunktem w Zakładzie Historii Średniowiecznej filii kieleckiej Wyższej Szkoły Pedagogicznej w Piotrkowie Trybunalskim. Ogłosiła kilkanaście artykułów i recenzji z tematyki historii Polski średniowiecznej. We współpracy z prof. Zajączkowskim rozpoczęła przygotowywanie rozprawy habilitacyjnej, dotyczącej kształtów osiedli na obszarze przedrozbiorowego powiatu sieradzkiego. Zajmowała się też zagadnieniami wizerunków kobiecych oraz lecznictwa w Polsce średniowiecznej. Na przeszkodzie publikacji prac z tych tematów i zakończenia rozprawy habilitacyjnej stanęła nagła śmierć w wypadku samochodowym 28 maja 2000. Ukazała się jedynie w 2001 nakładem Wydawnictwa Adam Marszałek monografia Studia osadnicze na obszarze powiatu brzezińskiego do połowy XVI wieku, oparta na rozprawie doktorskiej z 1999.
6 stycznia 1996 wyszła za mąż za Mariusza Malinowskiego, socjologa, latynoamerykanistę. Był on następnie redaktorem zbioru studiów historycznych Niebem i sercem okryta, dedykowanych jego zmarłej żonie (Toruń 2003).